# Henri Parot Navarro
Henri Parot Navarro, Unai(Alger, Algèria francesa, 6 de gener de 1958) és un membre d'ETA. Va formar part del comando itinerant d'ETA o "comando Argala" i va ser capturat a l'abril de 1990. Va rebre 26 sentències condemnatòries amb les quals va sumar gairebé 4.800 anys de presó, i li foren imputats 82 assassinats.

## Biografia
Nascut a Algèria durant la colonització francesa i francès de nacionalitat, és fill d'un matrimoni bascofrancès emigrat a Algèria. Després de la Guerra d'Independència d'Algèria es va traslladar a la ciutat de Baiona, on va aprendre basc, quan tenia 16 anys, el 1975. Aquest any el seu germà Jean, Ion es va salvar d'un atemptat ultradretà en un restaurant de Baiona. En aquesta època les víctimes i opositors de la dictadura franquista es refugiaven a Iparralde. Posteriorment, Jean s'uniria també a la banda armada.

### Activitat terrorista
El 1978 Parot va contactar amb ETA, a través de Domingo Iturbe Abasolo "Txomin", que arribaria a ser un dels líders de l'organització, i qui es creu que li va proposar ingressar en un nou comando "itinerant", denominat dins de l'organització com "Argala". Aquest comando estava format íntegrament per ciutadans de nacionalitat francesa, la qual cosa els permetia moure's amb certa llibertat, sense aixecar sospites, arreu d'Espanya.
Parot va cometre el seu primer assassinat el 2 de novembre d'aquest any a Irun, quan ell i Jean Pierre Erremundeguy van disparar a boca de canó sobre l'industrial José Legasa, que s'havia negat a pagar l'impost revolucionari. Aquest comando va perpetrar vint-i-dos atemptats en els quals van morir assassinades 38 persones, entre elles els generals Guillermo Quintana Lacaci i Víctor Lago Román, i van resultar ferides més de dues-centes, sobretot militars i guàrdies civils, incloent atemptats com la voladura de la casa caserna de Saragossa l'11 de desembre de 1987 on va causar la mort de cinc nenes i dues dones.

### Detenció i càrrecs
El 2 d'abril de 1990 va ser detingut en Sevilla, en un cotxe carregat d'explosius amb el qual pretenia volar la Prefectura de Policia, després d'intentar sobrepassar un control rutinari de la Guàrdia Civil amb els agents del qual va sostenir un tiroteig ferint a dos d'ells.
A Henri Parot li van ser imputats 82 assassinats, que li van suposar 26 sentències condemnatòries amb les quals va sumar gairebé 4.800 anys de presó.
D'acord amb la legislació aplicable el reu tenia dret a beneficis penitenciaris per redempció de pena, sol·licitant-ho pel canal jurídic habilitat. Tanmateix tant el Tribunal Suprem (2006) com el Tribunal Constitucional d'Espanya, van negar-li l'excarceració aplicant un codi penal aprovat posteriorment a la comissió dels delictes pels quals havia estat condemnat i complia presó, per evitar el seu alliberament. Aquesta aplicació sui generis de la llei per part del poder judicial d'Espanya s'ha vingut a anomenar la doctrina Parot aplicant-se sobretot a presos d'ETA, però també a altres tipus de convictes sobre els quals la fiscalia de l'estat considera que hi ha un neguit social a l'entorn de la seva possible excarceració.